# زهراء مدينة نصر
زهراء مدينة نصر هي مدينة سكنية، تقع في محافظة القاهرة، حي شرق مدينة نصر، من بناء الجيش المصري في أقصى شرق حي مدينة نصر. وبناها الجيش في الثمانينات لأفراد الجيش (الضباط) وعائلاتهم، لكن الآن يمكن أن تباع الشقة من صندوق الإسكان، الذي وكله الجيش ليكون مسؤلاً عن خدمات المدينة، إلى مدنيين. وتمتد على جانبيّ شارع الميثاق، وهو الشارع الرئيسي بها، الذي يربطها بالحي السابع وشارع الطيران.

## نبذة تاريخية
تم بدء البناء فيها في الثمانينات من قبل شركات مساهمة متعددة، منهم: شركة أوراسكوم وشركة عثمان أحمد عثمان. كانت المدينة في الأصل، قبل أن تًنشأ، عبارة عن مجموعة وحدات عسكرية في أرضٍ صحراء ووحدات دفاع جوي، ولكن أًزيلت بعض الجبال وتلك الوحدات بعد البناء. رغم ذلك، فيحتفظ الجيش المصري ببعض المساحات كأرضٍ فضاء، وأيضاً يظل يوجد بها نقطة تجنيد، لكنها بعيدة بعض الشيء عن الوحدات السكنية.

## الامتداد
تتكون
قرب ال2 كيلومتر.

## البناء
و يتكون العقار الواحد من 5 طوابق، بالإضافة إلى الطابق الأرضي. ويتكون الطابق الواحد من 4 شقق، معظم الشقق لها 3 حجرات، وبعضهم 2 فقط.
و كانت الحجرة بالطابق الأرضي مخصصة لبوابين العقار قبل أن يوفر الجيش المصري أفراد أمن للحراسة.

## المحطات
المحطات الرئيسية بها هي:
- محطة الشرطة العسكرية.
- محطة الجامع (جامع عمر بن الخطاب).
- محطة الكهرباء.
- محطة صيدلية عزة
- محطة فرح.
- محطة العيادة أو السنترال.
- محطة الموقف.

## الخدمات

### الخدمات العامة
محطتين مياه وخزان مياه رئيسي في المدينة، وبنزينتين وطنيه، ومحطة كهرباء رئيسية ومحطات تحويلات متعددة.

### الخدمات الرياضية والاجتماعية
يوجد بها ساحتين لمزاولة الانشطة الرياضية المختلفة وتتبع ادارتها للقوات المسلحة وتقعها الساحة الأولى والساحة الثانية في قلب المدينة السكنية.
توجد بها مكتبه عامة لخدمة أطفال واهالى المنطقة.
يوجد بها دار مناسبات بداخل مسجد القوات المسلحة لعقد القران واقامة سرادق العزاء.

### الخدمات الصحية
يوجد بها عيادة خارجية شاملة قام بإنشائها الجيش المصري.

### خدمات الإتصال
يوجد بها مقسم شامل (سنترال نصر 3). وهو يدعم خدمات الإنترنت المجانية، وخطوط الشابكة فائقة السرعة (خط المشترك الرقمي).

### الخدمات التعليمية
- المدارس الحكومية:
  - مدرسة زهراء مدينة نصر التجريبية.
  - مدرسة زهراء مدينة نصر العربي.
  - مدرسة المستقبل التجريبية المتميزة لغات.
- المدارس الخاصة:
  - مدرسة العلا (مدارس العلا الحديثة للغات).

## مصالح وهيئات الجيش
- المحكمة العسكرية في أول المدينة (تسمى أيضا بالكود العسكري: س 28، أو نيابات شرق).

## الشرطة
- نقطة شرطة عسكرية تقع في أول المدينة.
- وفي نهاية المدينة السكنية، يوجد نقطة شرطة زهراء مدينة نصر. وهي تتبع قسم مدينة نصر أول.

## وصلات خارجية
- الموقع الرسمي لحي شرق مدينة نصر
- الموقع الرسمي لزهراء مدينة نصر